# Chatham Borough
Chatham è un comune (borough) degli Stati Uniti d'America, situato nello stato del New Jersey, nella contea di Morris. Al censimento degli Stati Uniti del 2020, la popolazione del distretto era di 9.212 abitanti, con un aumento di 250 unità (+2,8%) rispetto agli 8.962 abitanti del censimento del 2010, che a sua volta rifletteva un aumento di 502 unità (+5,9%) rispetto agli 8.460 abitanti del censimento del 2000.